# Gare d’Escaudœuvres
Gare d’Escaudœuvres vasútállomás Franciaországban, Escaudœuvres településen.

## Vasútvonalak
Az állomást az alábbi vasútvonalak érintik:
- Busigny-Somain-vasútvonal

## Kapcsolódó állomások
A vasútállomáshoz az alábbi állomások vannak a legközelebb:
- Gare de Cambrai-Ville
- Gare d’Iwuy